# TSG Kutno
Die TSG Kutno war während des Zweiten Weltkriegs ein kurzlebiger Sportverein aus der Stadt Kutno im besetzten Polen.

## Geschichte
Zur Saison 1942/43 stieg der Verein aus der Bezirksliga in die Gauliga Wartheland auf. Am Ende der Saison stieg der Verein wieder relativ knapp mit 11:25 Punkten vor dem TSG Zdunska Wola mit 12:24 Punkten als vorletzter ab. Danach konnte sich der Verein nicht mehr für die erste Liga qualifizieren. Nach dem Ende des Krieges und der Rückeroberung des Wartheland durch die Rote Armee wurden alle deutschen Vereine aufgelöst.